# Saduny
Saduny (niem. Sdunkeim) – wieś w Polsce położona w województwie warmińsko-mazurskim, w powiecie kętrzyńskim, w gminie Korsze. Wieś jest siedzibą sołectwa, do którego oprócz Sadun należą Równina Dolna i Równina Górna.
W latach 1975–1998 miejscowość administracyjnie należała do województwa olsztyńskiego.

## Historia
Po II wojnie światowej we wsi funkcjonowała szkoła podstawowa. Początkowo była to szkoła czteroklasowa, od roku 1958 sześcioklasowa z dwoma nauczycielami, a od 1962 szkoła siedmioklasowa z trzema nauczycielami.

## Ochrona przyrody
Zachodnia część wsi wchodzi w skład Obszaru Chronionego Krajobrazu Doliny Rzeki Guber.